# إيزي إندو
إيزي إندو (باليابانية: 遠藤一星؛ بالكانا: えんどう いっせい) هو لاعب كرة قاعدة ياباني، ولد في 23 مارس 1989 في طوكيو في اليابان.

## وصلات خارجية
- إيزي إندو على موقع الدوري الياباني لكرة القاعدة (الإنجليزية)
- إيزي إندو على موقعبيزبول رفرنس.كوم (الدوري الثانوي) (الإنجليزية)